# Diplectrum formosum
Diplectrum formosum är en fiskart som först beskrevs av Carl von Linné 1766.  Diplectrum formosum ingår i släktet Diplectrum och familjen havsabborrfiskar. Inga underarter finns listade i Catalogue of Life.